# Micronychia macrophylla
Micronychia macrophylla är en sumakväxtart som beskrevs av Joseph Marie Henry Alfred Perrier de la Bâthie. Micronychia macrophylla ingår i släktet Micronychia och familjen sumakväxter. Inga underarter finns listade i Catalogue of Life.